# Курсоло-Орассо
Курсоло-Орассо (итал. Cursolo-Orasso) — коммуна в Италии, располагается в регионе Пьемонт, в провинции Вербано-Кузьо-Оссола.
Население составляет 109 человек (2008 г.), плотность населения составляет 5 чел./км². Занимает площадь 20 км². Почтовый индекс — 28050. Телефонный код — 0323.
Покровителями коммуны почитается Антоний Великий, празднование 17 января, и святой Матерн Миланский, празднование 18 июля.

## Демография
Динамика населения:

## Администрация коммуны
- Официальный сайт: http://www.vallecannobina.it/cursolo.asp?m=1&v=1&mco=1